# Canton d'Uzel
Le canton d'Uzel est une ancienne division administrative française, située dans le département des Côtes-d'Armor et la région Bretagne.

## Composition
Le canton d'Uzel regroupait les communes suivantes :
- Allineuc ;
- Grâce-Uzel ;
- Merléac ;
- Le Quillio ;
- Saint-Hervé ;
- Saint-Thélo ;
- Uzel.

## Démographie
| 1962  | 1968  | 1975  | 1982  | 1990  | 1999  | 2006  | 2011  | 2012  |
| ----- | ----- | ----- | ----- | ----- | ----- | ----- | ----- | ----- |
| 5 292 | 4 780 | 4 324 | 4 160 | 3 821 | 3 699 | 3 764 | 3 950 | 3 998 |

## Représentation

### Conseillers généraux de 1833 à 2015
| Période | Période      | Identité                                      | Étiquette                                 | Qualité |
| ------- | ------------ | --------------------------------------------- | ----------------------------------------- | --- |
| 1833    | 1839         | Pierre-François Le Gué                        |                                           | Négociant et avocat à Uzel |
| 1839    | 1848         | Alexandre Glais-Bizoin                        | Républicain                               | Avocat et propriétaire à Merléac Député des Côtes-du-Nord (1831-1849)                                                                               |
| 1848    | 1861         | Pierre-François Le Gué                        |                                           | Négociant Maire de Saint-Hervé |
| 1861    | 1865 (décès) | Pacifique Viet                                |                                           | Médecin, suppléant de la justice de paix Maire d'Uzel                                                                                               |
| 1865    | 1867         | Louis Paul Cavelier de Cuverville             | Conservateur Monarchiste puis Indépendant | Ancien officier d'infanterie Propriétaire du château de la Porte d'Ohain à Allineuc Député au Corps législatif (1849-1851 et 1852-1863)             |
| 1867    | 1871         | Alexandre Glais-Bizoin                        | Républicain                               | Propriétaire Député des Côtes-du-Nord (1831-1849 et 1863-1869) Député de la Seine (1869-1870) Membre du Gouvernement de la Défense nationale (1870) |
| 1871    | 1880 (décès) | Jean-Marie Allenou                            | Droite                                    | Maître de forges à L'Hermitage-Lorge Député des Côtes-du-Nord (1871) Sénateur des Côtes-du-Nord (1876-1880)                                         |
| 1880    | 1883         | Louis-Marie de Kermel (1837-1898)             | Droite                                    | Propriétaire à Allineuc |
| 1883    | 1889 (décès) | Louis-Victor Le Gris-Duval (1839-1889)        | Droite                                    | Propriétaire du château de Belorient Maire du Quillio                                                                                               |
| 1889    | 1895         | Victor Le Gué                                 | Droite                                    | Maire de Saint-Hervé |
| 1895    | 1919 (décès) | Eustache-Marie Ollitrault-Dureste (1834-1919) | Républicain libéral                       | Propriétaire-agriculteur, président du comice agricole du canton Maire de Merléac (1870-1919) Président du conseil général (1903-1907)              |
| 1919    | 1940         | Joseph Poupart                                | Rad.                                      | Mécanicien à Uzel |
|         |              |                                               |                                           | |
| 1945    | 1951         | Yves Le Verre (1910-1975)                     | Rad.soc. puis Soc.ind.                    | Notaire, président de la Chambre départementale des notaires Maire d'Uzel (jusqu'en 1953)                                                           |
| 1951    | 1964         | Joseph Le Denmat                              | MRP                                       | Cultivateur Conseiller municipal de Saint-Thélo |
| 1964    | 1970         | Joseph Hillion (1920-2008)                    | PSU puis SFIO                             | Secrétaire général de mairie Adjoint au maire d'Allineuc (1977-1983)                                                                                |
| 1970    | 1994         | Paul Paillardon (1929-2020)                   | Centriste puis UDF-CDS                    | Cadre au Crédit mutuel de Bretagne Maire de Merléac (1965-1977)                                                                                     |
| 1994    | 2008         | Louis Jouanny                                 | PS                                        | Prêtre puis agent immobilier Maire de Grâce-Uzel (1995-2014)                                                                                        |
| 2008    | 2015         | Loïc Roscouët                                 | UMP                                       | Retraité de la fonction publique Conseiller municipal de Merléac Élu dans le canton de Mûr-de-Bretagne en 2015                                      |

### Conseillers d'arrondissement (de 1833 à 1940)
| Période                                  | Période      | Identité                              | Étiquette               | Qualité |
| ---------------------------------------- | ------------ | ------------------------------------- | ----------------------- | --- |
| 1833                                     | 1848         | Jean Baptiste Guillo-Lohan            |                         | Négociant, maire du Quillio                                                                                 |
|                                          |              |                                       |                         | |
| av.1856                                  | 1871         | Fulgence Bienvenüe (1802-1875)        |                         | Notaire, propriétaire à Uzel                                                                                |
| 1871                                     |              | M. Le Helloco                         |                         | Propriétaire à Uzel                                                                                         |
|                                          |              |                                       |                         | |
|                                          | 1891 (décès) | Abel Marie Brieuc Hamonno (1841-1891) |                         | Propriétaire à Uzel                                                                                         |
|                                          |              |                                       |                         | |
| 1898                                     | 1904         | Jean-Marie Le Potier                  | Républicain ministériel | Notaire à Uzel                                                                                              |
| 1904                                     | 1919         | Zéphirin Perrichon                    | Libéral                 | Cultivateur, adjoint au maire du Quillio, Président du comice agricole                                      |
| 1919                                     | 1934         | Joseph Martin                         | Radical                 | Commerçant, adjoint au maire d'Uzel                                                                         |
| 1934                                     | 1940         | Jean-Marie Le Maux                    | Union nationale         | Cultivateur, conseiller municipal de Saint-Hervé                                                            |
| 1940                                     |              |                                       |                         | Les conseils d'arrondissement ont été suspendus par la loi du 12 octobre 1940 et n'ont jamais été réactivés |
| Les données manquantes sont à compléter. |              |                                       |                         | |